# Ulrika Lundgren
Ulrika Lundgren är en svensk modeskapare. Hon verkar i Amsterdam sedan 1990-talet och designar för klädmärket Rika.

## Karriär
Efter att ha arbetat som flygvärdinna gick Ulrika Lundgren på konstskola och började i slutet av utbildningen att arbeta med interiördesign för bland andra Levi's men gjorde också inredningsreportage för olika tidskrifter. Efter ett tag bytte hon fokus mot mode och modestyling, och designade sin första väska "för att göra stylingen mer originell". Den för märket karaktäristiska stjärnan fanns med från början. 2005 startade Lundgren märket Rika under vilket hon inte bara designar stjärnprydda väskor utan även läderjackor, klänningar och virkade kjolar. Rikas kollektioner säljs över hela världen. Delar av hennes kollektion har sålts på MQ.
Förutom designkollektionerna driver företaget Rika hotellet/guest houset Rika Maison i Amsterdam och Rika Magazine.

## Utmärkelser
Ulrika Lundgren erhöll tidningen Damernas världs utmärkelse Guldknappen 2013 med följande motivering: "Med en stylists skarpa blick för detaljer och känsla i en look har årets vinnare gjort sig ett namn internationellt. Hennes personliga rock'n'roll-attityd med stjärnan som symbol får den mest bortskämda modeeliten att falla pladask. det är dags för Ulrika lundgren med märket Rika att erövra hemlandet Sverige, därför tilldelas hon 2013 års DV Guldknappen."